# Rafael Benguria
Rafael José Urbano Benguria Donoso (Santiago, 25 de octubre de 1951) es un físico-matemático chileno, Premio Nacional de Ciencias Exactas de 2005 por sus investigaciones en Física Matemática, y actual profesor de la Pontificia Universidad Católica de Chile.

## Carrera
Egresado del Instituto Alonso de Ercilla de los Hermanos Maristas (1956- 1967), y titulado de Ingeniero Civil Electricista (1974) y de Magíster en Física (1975) en la Universidad de Chile. Obtuvo su doctorado en Física en 1979 en la Universidad de Princeton, donde en 1976 también obtuvo un Máster en Física.
Realizó clases en la Universidad de Chile entre los años 1981 y 1990, luego desde 1990 en la Facultad de Física de la Pontificia Universidad Católica de Chile, creada sólo 8 años antes, impartiendo las cátedras de Métodos para la Física Matemática I y II, y ocasionalmente de Física Cuántica I y II, aunque también ha dictado otros cursos para física y astronomía, cursos para ingeniería y cursos tutoriales para matemáticas. Ha tenido seis estudiantes de doctorado, y varios estudiantes de licenciatura, magíster e investigadores postdoctorales.
Es miembro de número de la Academia Chilena de Ciencias, e integró el Executive Committee de la International Association of Mathematical Physics entre 2006 y 2011. Desde el 2005 Miembro Honorario de la Corporación de Graduados y Profesionales de la Universidad de Chile. Ha sido dos veces presidente de la Sociedad Chilena de Física. Entre 1993 y 1996 fue miembro del Consejo Superior de Ciencias de FONDECYT. Actualmente es integrante del Comité de Honor de la celebración del Bicentenario de la Biblioteca Nacional.

## Reconocimientos
- (1996) Cátedra Presidencial en Ciencias[4]
- (1998) Beca John Simon Guggenheim Foundation, entregada a investigadores "que han demostrado una capacidad excepcional para la erudición productiva o una capacidad creativa excepcional en las artes"
- (2003) Miembro de Número de la Academia Chilena de Ciencias[4]
- (2005) la distinción Medalla Rectorial por parte de la Universidad de Chile, otorgada a "miembros de la comunidad universitaria que hayan realizado acciones y servicios en favor de la universidad, que hayan mostrado una especial capacidad y dedicación o se hayan destacado en acrecentar el prestigio de la Universidad a nivel nacional o internacional".
- (2005) Premio Nacional de Ciencias Exactas de Chile.[4]
- (2014) La Universidad Católica de Chile le otorgó el Premio a la Excelencia Docente.[2][4]
- (2019) Premio Monseñor Carlos Casanueva, máxima distinción docente de la Pontificia Universidad Católica de Chile.[4]

## Premio Nacional
El jurado, según precisa el acta, decidió otorgar el premio a Rafael Benguria porque “reúne las condiciones de un científico integral, que ha logrado resultados profundos y de alto impacto en varias disciplinas científicas como la física, las matemáticas y la química, incluyendo la mecánica cuántica, ecuaciones en derivadas parciales no lineales, geometría espectral y en análisis matemático del movimiento browniano”.
El jurado también reconoció su labor docente en planteles universitarios del país, aspecto que agradeció el académico porque “en lo más profundo de mi corazón pese a que las investigaciones son importantes, lo que más me ha dado satisfacción en la vida es haber enseñado a más de cinco mil alumnos”.
Al momento de recibir esta distinción agradeció a quienes ayudaron a su formación, en especial a la Universidad de Chile: "Soy ex alumno de la Universidad, pasé muy buenos años como estudiante y como profesor", dijo.

## Obras
- Benguria Donoso, R. (1999). Problemas resueltos de mecánica clásica. Alfaomega.
- Muñoz Sáez, F., & Benguria Donoso, R. (2006). El problema de Keller para la ecuación de Benjamín-Ono. Santiago, Chile.
- Boccardo Salvo, V., & Benguria Donoso, R. (2006). Problemas espectrales asociados a guías de onda. Santiago, Chile.
- Haikala, V., Benguria Donoso, R., & Depassier Terán, M. (2007). Speed of pulled fronts with cutoff and growth enhancement. Santiago, Chile.
- Narrias Villar, D., & Benguria Donoso, R. (2010). Isoperimetric inequality for ovals on the plane and its connection with quantum waveguides. Santiago, Chile.
- Loewe Yáñez, B., & Benguria Donoso, R. (2010). The stability of matter. Santiago, Chile.
- Gallegos Garay, P., & Benguria Donoso, R. (2011). Aproximaciones de energía en términos de funcionales de densidad de una partícula. Santiago, Chile.
- Bley Delgado, G., & Benguria Donoso, R. (2011). The energy of N - polarons and many - electron systems. Santiago, Chile.
- Loewe Yáñez, B., & Benguria Donoso, R. (2012). Algunos problemas relacionados con la estimación de la energía cinética en física atómica en términos de la densidad electrónica. Santiago, Chile.